# Mudon
Mudon (birm. မုဒုံမြို့; mon. မုဟ်ဍုင်) – miasto w Mjanmie, w stanie Mon, dystrykcie Mulmejn. 
Ośrodek przemysłowy.